# Goodenia affinis
Goodenia affinis är en tvåhjärtbladig växtart som beskrevs av Vriese. Goodenia affinis ingår i släktet Goodenia och familjen Goodeniaceae. Inga underarter finns listade i Catalogue of Life.